# Governo Lagos
Il Governo Lagos è stato il governo del Cile in carica dall'11 marzo del 2000 all'11 marzo del 2006, dopo la vittoria di Ricardo Lagos alle elezioni presidenziali del 1999.

## Composizione
| Ministro                                            | Periodo |
| --------------------------------------------------- | --- |
| Interno                                             | José Miguel Insulza Salinas (11 marzo 2000 - 24 marzo 2005) Francisco Vidal Salinas (24 marzo 2005 - 11 marzo 2006) |
| Esteri                                              | Soledad Alvear (11 marzo 2000 - 29 settembre 2004) Ignacio Walker (29 settembre 2004 - 11 marzo 2006) |
| Difesa nazionale                                    | Mario Fernández Baeza (11 marzo 2000 - 7 gennaio 2002) Michelle Bachelet Jeria (7 gennaio 2002 - 29 settembre 2004) Jaime Ravinet de la Fuente (29 settembre 2004 - 11 marzo 2006)                                                        |
| Tesoro                                              | Nicolás Eyzaguirre Guzmán (11 marzo 2000 - 11 marzo 2006) |
| Segreteria generale della Presidenza                | Álvaro García Hurtado (11 marzo 2000 - 7 gennaio 2002) Mario Fernández Baeza (7 gennaio 2002 - 3 marzo 2003) Francisco Huenchumilla Jaramillo (3 marzo 2003 - 3 giugno 2004) Eduardo Dockendorff Vallejos (3 giugno 2004 - 11 marzo 2006) |
| Segreteria generale del Governo                     | Claudio Huepe García (11 marzo 2000 - 7 gennaio 2002) Heraldo Muñoz Valenzuela (7 gennaio 2002 - 3 marzo 2003) Francisco Vidal Salinas (3 marzo 2003 - 24 maggio 2005) Osvaldo Puccio Huidobro (24 maggio 2005 - 11 marzo 2006)           |
| Economia, sviluppo e ricostruzione del Cile         | José de Gregorio Rebeco (11 marzo 2000 - 19 giugno 2001) Jorge Rodríguez Grossi (19 giugno 2001 - 11 marzo 2006) |
| Presidente della Commissione nazionale dell'energia | José de Gregorio Rebeco (11 marzo 2000 - 19 giugno 2001) Jorge Rodríguez Grossi (19 giugno 2001 - 11 marzo 2006) |
| Pianificazione e cooperazione                       | Alejandra Krauss Valle (11 marzo 2000 - 7 marzo 2002) Cecilia Pérez Díaz (7 gennaio 2002 - 3 marzo 2003) Andrés Palma Irarrázaval (3 marzo 2003 - 29 settembre 2004) Yasna Provoste Campillay (29 settembre 2004 - 11 marzo 2006)         |
| Educazione                                          | Mariana Aylwin Oyarzún (11 marzo 2000 - 3 marzo 2003) Sergio Bitar Chacra (3 marzo 2003 - 14 dicembre 2005) Marigen Hornkohl Venegas (14 dicembre 2005 - 11 marzo 2006)                                                                   |
| Giusrizia                                           | José Antonio Gómez Urrutia (11 marzo 2000 - 3 marzo 2003) Luis Bates Hidalgo (3 marzo 2003 - 11 marzo 2006) |
| Lavoro e previdenz asociale                         | Ricardo Solari Saavedra (11 marzo 2000 - 22 aprile 2005) Yerko Ljubetic Godoy (22 aprile 2005 - 11 marzo 2006) |
| Opere pubbliche                                     | Carlos Cruz Lorenzen (11 marzo 2000 - 7 gennaio 2002) Javier Etcheberry Celhay (7 gennaio 2002 - 3 gennaio 2005) Jaime Estévez Valencia (3 gennaio 2005 - 11 marzo 2006)                                                                  |
| Trasporti e telecomunicazioni                       | Carlos Cruz Lorenzen (11 marzo 2000 - 7 gennaio 2002) Javier Etcheberry Celhay (7 gennaio 2002 - 3 gennaio 2005) Jaime Estévez Valencia (3 gennaio 2005 - 11 marzo 2006)                                                                  |
| Salute                                              | Michelle Bachelet Jeria (11 marzo 2000 - 7 gennaio 2002) Osvaldo Artaza Barrios (7 gennaio 2002 - 3 marzo 2003) Pedro García Aspillaga (3 marzo 2003 - 11 marzo 2006)                                                                     |
| Edilizia e affari urbani                            | Claudio Orrego Larraín (11 marzo 2000 - 29 dicembre 2000) Jaime Ravinet de la Fuente (29 dicembre 2000 - 29 settembre 2004) Sonia Tschorne Berestesky (29 settembre 2004 - 11 marzo 2006)                                                 |
| Beni nazionali                                      | Claudio Orrego Larraín (11 marzo 2000 - 29 dicembre 2000) Jaime Ravinet de la Fuente (29 dicembre 2000 - 29 settembre 2004) Sonia Tschorne Berestesky (29 settembre 2004 - 11 marzo 2006)                                                 |
| Agricultura                                         | Jaime Campos Quiroga (11 marzo 2000 - 11 marzo 2006) |
| Mniere                                              | José de Gregorio Rebeco (11 marzo 2000 - 19 giugno 2001) Jorge Rodríguez Grossi (19 giugno 2001 - 7 gennaio 2002) Alfonso Dulanto Rencoret (7 giugno 2002 - 11 marzo 2006)                                                                |
| Direttore del Servizio nazionale della donna        | Adriana Delpiano Puelma (11 marzo 2000 - 3 marzo 2003) Cecilia Pérez Díaz (3 marzo 2003 - 11 marzo 2006) |
| Consiglio nazionale della cultura e delle arti      | José Weinstein Cayuela (4 giugno 2003 - 11 marzo 2006) |